# Джазмін Салліван
Джазмін Марі Салліван (англ. Jazmine Marie Sullivan; нар. 9 квітня 1987) — американська співачка та автор пісень. Її дебютний альбом Fearless випущений у 2008 році очолив чарт Billboard Top R&B/Hip-Hop Albums і отримав золотий сертифікат Американської асоціації звукозаписної індустрії (RIAA).
Другий студійний альбом Love Me Back 2010 року був схвально сприйнятий критиками. Після трирічної перерви Салліван підписала контракт з RCA Records і випустила альбом Reality Show у 2015 році, і він став її другим альбомом, який посів перше місце в чарті Top R&B/Hip-Hop Albums. У 2021 році випустила перший EP Heaux Tales.
За свою кар'єру Салліван отримала дві премії Греммі, нагороду Billboard Women in Music, дві премії Soul Train Music Awards, три премії NAACP Image та дві нагороди BET Awards.

## Життя та кар'єра

### 1987—2006: Ранні роки
Батьки Джазмін Салліван — Дон і Пем Салліван. Її мати — колишня співачка Philadelphia International Records. Коли їй було п'ять років, батько отримав посаду куратора міського особняка в секції Strawberry Mansion, і її родина переїхала в історичну пам'ятку.
Салліван у 2005 році закінчила Філадельфійську середню школу творчого та виконавського мистецтва, де вона займалася вокальною музикою. Почала співати як контральто в дитячому хорі, а пізніше в хорі дорослих.

### 2003—2009: Початок кар'єри
У п'ятнадцять Салліван підписала контракт з Jive Records. Вона записала альбом, який так і не був випущений, і врешті-решт її виключили з лейбла. Салліван виконала вокал до пісні Kindred the Family Soul «I Am», а також фоновий вокал до пісні «Party's Over» і заголовну композицію до їхнього дебютного альбому 2003 року Surrender to Love. Вона познайомилася з реперкою Міссі Елліотт під час сесії; Елліотт продовжувала продюсувати як більшість її дебютного альбому Fearless, так і треків на Love Me Back. Салліван написала і записала з продюсерами Cool & Dre пісню під назвою «Say I»; її було передано тодішній дівчині Дре Крістіні Міліан для її третього альбому So Amazin'. Пісня стала провідним синглом, досягнувши 13-го місця в Hot R&B/Hip-Hop Songs, а також 21-го місця в чарті Hot 100. Проривна пісня Салліван «Need U Bad» була випущена в травні 2008 року.
Дебютний альбом Салліван Fearless випущений 23 вересня 2008 року. У той час вона написала й скомпонувала багато його пісень і була виконавчим продюсером альбому разом із Міссі Елліот, Салаамом Ремі та Пітером Еджем. Fearless дебютував під номером 1 у Top R&B/Hip Hop Albums і під номером 6 в Billboard 200, отримав комерційний успіх у різних країнах. Сингл з альбому «Bust Your Windows» з'явився в першому сезоні телешоу Хор, а також був номінована на Греммі за найкращу R&B пісню. У 2014 році Стіві Вандер заявив, що вважає «Bust Your Windows» класичною піснею.
Салліван була представлена у пісні «Smoking Gun» з Jadakiss на його третьому студійному альбомі The Last Kiss. Також вона з'явилася на другому студійному альбомі Ace Hood, Ruthless, у пісні «Champion», брала участь у музичному фестивалі Essence у червні 2009 року. У тому ж році з'явилася в рекламі Cotton Incorporated. Крім того, Салліван виступила гостем на десятому студійному альбомі Снуп Догга Malice n Wonderland у пісні «Different Languages».

### 2009—2011: Love Me Back
Салліван почала працювати над другим альбомом Love Me Back у 2009 році. Продюсерами альбому були Міссі Елліотт, Lamb, Ne-Yo, Ентоні Белл, Los da Mystro, Райан Леслі та Салам Ремі. Пісні, записані для альбому, включають «Love You Long Time», «Don't Make Me Wait» (триб'ют Прінсу), «Redemption», «Excuse Me», «Good Enough», а також продовження «Bust Your Windows» під назвою «You Get On My Nerves», який був написаний у співавторстві з Ne-Yo. Альбом був завершений у червні 2010 року та випущений 30 листопада 2010 року. Робота дебютувала під номером 17 в Billboard 200 і розійшлася тиражем 57 000 копій за перший тиждень.
В інтерв'ю National Public Radio Салліван пояснила, що альбом був про її особистий досвід.
Головний сингл альбому «Holding You Down (Goin' in Circles)» випущений 10 липня 2010 року. Пісня дебютувала під номером 60 в Billboard Hot 100. Прем'єра кліпу на пісню відбулася 30 серпня 2010 року. Пізніше пісня була номінована на Греммі за найкраще жіноче вокальне виконання в стилі R&B у 2011 році. Другий сингл альбому, «10 Seconds» випущений на радіо в кінці вересня і дебютував під номером 15 в Hot R&B/Hip-Hop Songs.
На початку грудня 2010 року Billboard відзначив Салліван як «зірку, що сходить» у 2010 році. Пізніше вона оголосила, що працює над третім студійним альбомом.

### 2011—2020: Перерва та Reality Show
У січні 2011 року Салліван оголосила через Твіттер, що покидає музичну індустрію на невизначений термін. 7 жовтня RCA Records оголосила про розпуск J Records разом з Arista Records і Jive Records. Після припинення роботи Салліван (разом з усіма виконавцями, які раніше підписалися на три лейбли) були вилучені з лейбла, а пізніше перенаправлені в RCA.
У 2014 році вона повернулася до музики з анонсом нового альбому Reality Show. В інтерв'ю Billboard Салліван описав своє повернення як неминуче, сказавши, що вона «…не може уникнути [свого] покликання». Альбом складається з 14 пісень і включає продюсування Кі Вейна та Салама Ремі. Головний сингл «Dumb» за участю американського репера Міка Мілла випущений 12 травня 2014 року. Другий сингл «Forever Don't Last» вийшов 16 вересня 2014 року.
13 січня 2015 року Джазмін Салліван випустила Reality Show, який отримав широке визнання критиків, посів перше місце в Billboard R&B Albums і друге місце в Top R&B/Hip-Hop Albums. За перший тиждень було продано 30 000 копій. Альбом приніс Салліван три номінації на Греммі за найкращий альбом R&B і найкраще традиційне виконання R&B («Let It Burn»).
У 2016 році Салліван була представлена в альбомі Френка Оушена Endless у чотирьох піснях: «Alabama», «Wither», «Hublots» і «Rushes». В партнерстві з американським співаком Брайсоном Тіллером вона випустила «Insecure» для саундтреку до другого сезону однойменного серіалу HBO.

### 2020–дотепер: Кар'єрний прорив
27 серпня 2020 року Салліван оголосила про випуск нової пісні під назвою «Lost One», що знаменує своє повернення до музики. Протягом кількох годин після оголошення фраза «New Jazmine» стала популярною у Твіттері США. Пісня була випущена наступного дня разом із підтвердженням її EP Heaux Tales, який вийшов 8 січня 2021 року. З продажами 42 000 копій за перший тиждень EP дебютував на четвертому місці в американському чарті Billboard 200, що стало для Салліван найвищим результатом у чарті.
У лютому 2021 року оголошено, що Салліван номінована на 52-у премію NAACP Image Awards. 7 лютого вона виконала «The Star-Spangled Banner» разом із кантрі-артистом Еріком Черчем на Super Bowl LV. У травні отримала першу у кар'єрі золоту сертифікацію сингла з «Pick Up Your Feelings».
24 червня 2021 року Салліван випустила «Tragic». 27 червня вона виконала «Tragic» на BET Awards 2021 разом із «On It» (за участю Арі Леннокс). Того вечора вона була нагороджена нагородою BET Awards за альбом року.
3 квітня 2022 року Джазмін Салліван отримала дві премії Греммі на 64-ій церемонії нагородження — за найкращий R&B виступ (Pick Up Your Feelings) та найкращий R&B альбом (Heaux Tales). Також вона була номінована на премію за найкращу пісню (Pick Up Your Feelings).

## Музичний стиль
З точки зору саунду, голос Салліван чергується між «сучасною постановкою» та «звуковим впливом 1980-х», який, за словами музичних критиків, надає їй «старе хіп-хоп звучання». Її голос — контральто.
Пісня Салліван «Bust Your Windows» зайняла 137-е місце в списку 200 найкращих пісень жінок 21-го століття Національного громадського радіо.

## Дискографія

### Студійні альбоми
- Fearless (2008)
- Love Me Back (2010)
- Reality Show (2015)

### EP
- Heaux Tales (2021)